# Sea Cat (зенитный ракетный комплекс)
«Сикэ́т» (англ. Sea Cat — морской кот) — зенитный ракетный комплекс ближнего радиуса действия, разработанный английской компанией Shorts Brothers (сейчас входит в состав Thales Air Defence Ltd), Белфаст, Северная Ирландия.
Состоял на вооружении ВМС Великобритании, Австралии, ФРГ, Швеции, Бразилии, Чили, Нигерии, Индонезии и других стран. В британском флоте ему на смену пришёл комплекс Sea Wolf. Поставленные на экспорт комплексы также заменяются на более современные.

## История разработки
Комплекс Seacat разрабатывался расположенной в Белфасте, Северная Ирландия фирмой Short Brothers & Harland Ltd (позднее была перепродана, сменила название и корпоративную форму собственности и стала Short Brothers plc и сейчас входит в состав Thales Air Defence Ltd, для краткости именуется просто Short’s). Работы начаты Short’s в рамках проекта Green Light. Проект берёт своё начало в 1952 году. У компании к тому времени уже имелся определённый опыт участия в программе британских ракетных вооружений, в проекте многоцелевых ракет класса «земля—воздух» под названием GPV, ведшемуся по заказу Министерства снабжения Данные опытные образцы ракет, оснащённые головкой самонаведения Caravan прошли стрельбовые испытания на Аберпортском ракетном полигоне в Аберпорте, округ Кередигион, Уэльс. В качестве наземного цифрового вычислительного комплекса использовались универсальные аналоговые ЭВМ G-PAC (General-Purpose Analogue Computer) компании Elliott Brothers Ltd. При разработке также использовались наработки по британо-австралийской противотанковой управляемой ракете Malkara (ПТУР). О получении компанией Short’s контракта на разработку было объявлено в апреле 1958 года. В феврале 1959 года ракетный комплекс получил своё современное словесное наименование «Сикет», присвоенное ему Адмиралтейством и Министерством снабжения. Государственные испытания продолжались в течение пяти лет и были окончены в августе 1962 года.
Ракетный комплекс разрабатывался для замены на кораблях 40-мм зенитных орудий «Бофорс». Первый комплекс получил обозначение GWS-20 и его испытания начались в 1961 году на борту эсминца Decoy. Считается первым в мире серийно производившимся корабельным зенитным комплексом ближней зоны поражения. В процессе эксплуатации комплекс прошёл несколько модернизаций, вылившихся в создание комплексов GWS-21 , GWS-22 и GWS-24. В британском флоте применялся на кораблях различных классов. Последние модификации комплекса имели малые массу и габариты, позволившие поставить их на небольшие патрульные корабли и суда на воздушной подушке. Комплекс широко поставлялся на экспорт. Разрабатывался вертолетный вариант комплекса, получивший обозначение Hellcat. Сухопутный вариант комплекса получил обозначение Tigercat. Сухопутный комплекс также поставлялся на экспорт и состоял на вооружении Бразилии, Ирана, Нигерии. Комплексы, поставленные в ЮАР получили обозначение Hilda.
В настоящее время комплекс практически снят с вооружения. На британских кораблях в середине 1980-х заменён комплексом Sea Wolf (ЗРК). Экспортированные комплексы также либо сняты с вооружения, либо проводятся программы по их замене. Так, на индонезийских фрегатах Ahmad Yani его должен будет заменить ЗРК Mistral, а на бразильских фрегатах Niteroi — ЗРК Albatros-Aspide.

## Задействованные структуры
В разработке и производстве комплексов с модификациями, ракет и сопутствующего оборудования к ним были задействованы следующие структуры:
Seacat (корабельный вариант)
- Ракета, система наведения ракеты, система управления ракетным вооружением, тренажёр оператора — Short Brothers & Harland Ltd[англ.], Precision Engineering Division, Каслри, графство Даун, Северная Ирландия;[1][7][8]

- Квинсайлендский завод, Квинс-Айленд, Белфаст;
- Каслрийский завод, Каслри;
- Ньютаунардский завод, Ньютаунардс;

- Ракетная пусковая установка — Rose Brothers Ltd, Гейнсборо, Линкольншир;[7]
- Твердотопливный ракетный двигатель — Imperial Chemical Industries Ltd, Imperial Metal Industries Division;[7]
- Система управления бортовым ракетным вооружением M4 (для ВМС Швеции) — Hollandse Signaalapparatenfabriek B.V.[англ.], Хенгело, Голландия;[9]
- Цифровой вычислительный комплекс (на этапе испытаний) — Elliott Brothers Ltd[англ.];[5]
- Предохранительно-исполнительный механизм — Electric & Musical Industries, Ltd, Хайес, Мидлсекс, Большой Лондон;[10]
- Пиропатрон в хвостовой части ракеты — Wallop Industries Ltd, Мидл-Уоллоп, Стокбридж, Гэмпшир;[11]

Seacat ARM (противорадиолокационный корабельный вариант)
- Система самонаведения — British Aerospace Dynamics Ltd[англ.], Bracknell Division, Брекнел, Беркшир;[12]

Tigercat (сухопутный мобильный вариант)
- Средства обеспечения подвижности (средний колёсный многоцелевой тягач/машина управления/подвижная электростанция) Land Rover — Rover Company Ltd.[9]

## Конструкция

### Ракета
Ракета одноступенчатая, выполнена по схеме с поворотным крылом. Корпус ракеты разбит на отсеки: обтекатель с инфракрасным неконтактным взрывателем, боевой части, электронной аппаратуры средств наведения, приводов поворотных крыльев, РДТТ маршевого и стартового режима с сопловым блоком, разработанного и производившегося фирмой Imperial Metal Industries Ltd . Крепление отсеков между собой осуществляется с помощью пружинных замков, а электрическое соединение обеспечивается пружинными торцевыми контактами, которые при сборке упираются в соответствующие контакты печатного монтажа.
Поворотное крыло имеет угол стреловидности 60° и состоит из четырёх консолей, расположенных по Х-образной схеме. Консоли изготавливаются из жёсткого пенопласта, покрытого стеклопластиком. На передних и оконечных кромках крыльев размещаются чувствительные элементы ударного устройства. На двух консолях также размещаются антенны приёмника радиокомандного наведения. Привод рулевых машинок поворотного крыла осуществляется от гидропривода, приводимого в действие с помощью пороховых газов, поступающих от маршевого РДТТ через гидравлический аккумулятор давления.
Четыре стабилизатора расположены по крестообразной схеме и по конструкции аналогичны консолям крыла. На всех стабилизаторах расположены гнезда для трассёров, но обычно используются только два. Выгорание топлива стартового и маршевого РДТТ происходит последовательно.
Ракета изготавливалась в двух модификациях:
- Mod.0 оснащалась стержневой боевой частью массой 15,5 кг с 2,5 кг взрывчатого вещества;
- Mod.1 оснащалась осколочно-фугасной боевой частью массой 27,5 кг с 19 кг взрывчатого вещества[2][6]. О разнице в габаритах или массе ракет не сообщалось.

Скорость ракеты дозвуковая. Максимальная скорость ракеты 0,95 М. После окончания работы стартового РДТТ скорость ракеты 0,6 М. Досягаемость по дальности 6,5 км, по высоте — 1 км. Сообщалось об установке с 1977 года на последних вариантах ракет высотометра для возможности стрельбы по низколетящим ПКР. Всего произведено 5724 ракеты, стоимость одной в ценах 1989 года составляла 134 000 долларов.
Разрабатывалась сверхзвуковая ЗУР Seacat-2, но данные о принятии её на вооружение отсутствуют.

### Комплекс
В состав комплекса GWS-20 входит пусковая установка и пост сопровождения. На вращающейся пусковой установке кроме направляющих с ракетами располагается станция передачи радиокоманд на борт ЗУР. Пост управления, способный вращаться в горизонтальной плоскости, включает в себя пост сопровождения цели и ракеты, счётно-решающий прибор и пульт управления пусковой установкой.
Целеуказание осуществляется от общекорабельных средств обнаружения и сопровождения воздушных целей. К оператору управления стрельбой, находящемуся на главном пункте управления огнём корабля, от РЛС обнаружения поступают данные о воздушной обстановке. Оператор производит выбор цели и дистанционно разворачивает на неё пусковую установку и пост сопровождения.
Оператор поста сопровождения с помощью широкоугольного бинокулярного прицела (визира) производит захват и сопровождение цели и трассёра ЗУР. Ось прицела поворачивается оператором в горизонтальной и вертикальной плоскости с помощью двух рукояток. На одной из рукояток управления визиром установлен также джойстик управления ракетой. При повороте оси прицела происходит синхронный поворот пусковой установки и направляющих ракет. На более поздних вариантах комплекса пост сопровождения комплектуется телевизионным устройством с переменным фокусным расстоянием Marconi Elliot Avionics тип 323, которое обеспечивает автоматическое сопровождение трассёра ЗУР.
Пусковая установка как правило имеет четыре направляющие. Вращение установки и направляющих осуществляется с помощью электрогидравлических приводов. Заряжание пусковой установки производится вручную, после приведения направляющих в вертикальное положение. Время зарядки комплекса по различным данным от 40 с до 3 минут. На крупных кораблях подача ракет производится из погребов с помощью лебедки. Часть ракет может храниться на палубе в стеклопластиковых контейнерах. Для защиты ракет, расположенных на пусковых направляющих, от морской воды и неблагоприятных атмосферных условий могла применяться герметизирующая эластичная пластиковая оболочка, съём которой мог осуществляться автоматически в процессе старта ракеты.
Вес счетверённой пусковой установки в боевом положении — 4,7 т. Для размещения на патрульных катерах и суда на воздушной подушке была разработана облегченная строенная пусковая установка массой 1 270 кг.

### Модификации

#### GWS-20
Базовая модификация комплекса с ручным управлением ракетой и сопровождением цели вручную с помощью визира.

#### GWS-21
Модификация с использованием сопровождения цели с помощью радара Type 262, управлявшего стрельбой 40-мм Бофорсов.

#### GWS-22
Модификация, поступившая на вооружение в 1972 году. Управление ракетой осуществляется с помощью средств телевизионного наблюдения, а автоматическое сопровождение цели осуществляется с помощью радара Type 904.

## Эксплуатанты

### Seacat
Великобритания
- фрегаты типа Leander
- фрегаты типа «Трайбл»
- фрегаты типа Type 12 «Уитби»
- фрегаты типа Type 21

Австралия
- фрегаты типа «Ривер»

Аргентина
- крейсер «Генерал Бельграно»

Бразилия
- 1 эсминец типа Somner
- 6 фрегатов типа Niteroi

Голландия
- 6 фрегатов типа Leander

Индия
- 4 фрегата типа Leander

Индонезия
- фрегаты типа Ahmad Yani

Иран
- 1 эсминец типа Battle
- 4 фрегата типа SAAM

Новая Зеландия
- 2 фрегата типа «Линдер»
- 2 фрегата типа «Ротсей»

Чили
- 1 эсминец типа Type 42
- фрегаты типа Leander британской постройки

Нигерия
- корветы типа Vosper Mk9

Ливия
Малайзия
Пакистан
Швеция
Таиланд
Венесуэла
- эсминцы типа «Нуэва-Эспарта»

ФРГ

### Tigercat
- Великобритания[15]
- Аргентина[15]
- Индия[15]
- Иран[15]
- Катар[15]
- ЮАР (вместо Иордании)[15]
- Замбия[15]

## Использованная литература и источники
1. 1 2 3  Flight International Архивная копия от 25 апреля 2016 на Wayback Machine, v. 84, no. 2843, p. 438.
2. 1 2 3 4 5 6 7 8 9 10 11 12 13 14 15 16 17 18 19  Зенитный ракетный комплекс Sea Cat. Информационно-новостная система Ракетная техника. Дата обращения: 8 октября 2011. Архивировано из оригинала 16 мая 2012 года.
3. 1 2  Flight International Архивная копия от 22 октября 2016 на Wayback Machine, v. 84, no. 2843, p. 437.
4. ↑  Flight International Архивная копия от 25 апреля 2016 на Wayback Machine, v. 84, no. 2843, p. 437—438.
5. 1 2  Lavington, Simon. Архивная копия от 22 октября 2016 на Wayback Machine Архивная копия от 22 октября 2016 на Wayback Machine Moving Targets: Elliott-Automation and the Dawn of the Computer Age in Britain, 1947−67.  (англ.), Springer, 2011, p. 141.
6. 1 2 3 4  Norman Friedman. The Naval Institute guide to world naval weapons systems, 1997-1998. — Naval Institute Press, 1997. — С. 410-411. — 808 p. — ISBN 1557502684, 9781557502681..
7. 1 2 3  Flight International Архивная копия от 22 октября 2016 на Wayback Machine, v. 84, no. 2843, p. 440.
8. ↑  Flight International Архивная копия от 10 апреля 2015 на Wayback Machine, v. 84, no. 2843, p. 441.
9. 1 2  Flight International Архивная копия от 15 апреля 2016 на Wayback Machine, v. 84, no. 2843, p. 442.
10. ↑  Flight International Архивная копия от 15 февраля 2017 на Wayback Machine, v. 111, no. 3557, pp. 1354-1355.
11. ↑  Wallop Pyrotechnics Архивная копия от 28 ноября 2016 на Wayback Machine. // Flight International, 18/25 June 1977, p. 1854
12. ↑  Shorts unsheathes Javelin Архивная копия от 28 ноября 2016 на Wayback Machine. // Flight International, 24 September 1983, p. 809
13. ↑  Britain Sea Cat GWS-20, GWS-21 and GWS-22 (англ.). www.navweaps.com. Дата обращения: 11 октября 2011. Архивировано из оригинала 31 августа 2012 года.
14. ↑  World Missile Yearbook: Short Seacat (UK) Архивная копия от 29 ноября 2016 на Wayback Machine. // Flight International, 14 March 1974, p. A10
15. 1 2 3 4 5 6 7 8 9 10 11 12 13 14 15 16 17 18 19 20 21 22 23 24 25 26 27  World missile directory // Flightglobal international : журнал. — 1985. — Вып. 2 февраля. — С. 58. Архивировано 8 марта 2016 года.